# Maxïmo Park
Maxïmo Park is een Britse postpunkgroep uit Newcastle upon Tyne. De band bestaat uit zanger Paul Smith, gitarist Duncan Lloyd, bassist Archis Tiku, toetsenist Lukas Wooller en drummer Tom English. Ze werden in 2005 bekend met het Mercury Music Prize-genomineerde album A Certain Trigger. Twee jaar later kwam het tweede album Our Earthly Pleasures uit met de single "Our Velocity". In 2009 verscheen het derde album, Quicken the Heart.
Maxïmo Park wordt doorgaans in hetzelfde rijtje geplaatst als andere bands die de postpunkrevival inluidden, zoals Franz Ferdinand, Kaiser Chiefs en hun streekgenoten The Futureheads. De band haalt veel invloeden uit newwave-artiesten als The Cure en The Smiths.

## Biografie

### Formatie van band (2001-2004)
Maxïmo Park werd in 2001 als een kwartet opgericht door gitarist Duncan Lloyd, bassist Archis Tiku, keyboardist Lukas Wooller en drummer Tom English. Het oorspronkelijke idee was dat Tiku ook leadzanger zou gaan worden. Hij weigerde echter, waardoor de leden op zoek moesten gaan naar een zanger. De vier bandleden speelden op dat moment een groot aantal muziekstijlen, zonder specifiek op indierock te richten.
Paul Smith zat op dat moment in een instrumentale rockband, waar hij gitaar speelde. De vier bandleden kwamen in 2003 in contact met Paul Smith toen English' toenmalige vriendin Smith "Superstition" van Stevie Wonder hoorde zingen in een nachtclub. Ondanks dat Smith verder geen zang-ervaring had, werd hij voorgedragen aan de bandleden. Na een repetitie werd besloten dat Smith de zanger werd van Maxïmo Park.
De band nam de demo The Coast Is Always Changing/The Night I Lost My Head op en verspreidde de 300 kopieën naar verschillende muziekwinkels in Engeland. De demo kwam ook terecht bij Warp Records, een muzieklabel dat zich vooral richtte op elektronische muziek. Er is ook interesse van andere platenmaatschappijen, maar zij stelden wel als eis dat ze hun muziek veranderden. Het beste gevoel heeft de band bij Warp Records, waar ze in 2004 een contract tekenen. Smith gaf als reden dat ze "veel tijd en energie in ons staken. De mensen daar zijn echt fan van onze muziek. (...) Bovendien vinden we het wel leuk om anders zijn dan de rest."

### A Certain Trigger (2005-2006)
Maxïmo Park ging voor het debuutalbum met producer Paul Epworth in zee. De opnamen werden in de winter van 2005 afgerond. De eerste single van de band werd Apply Some Pressure, die begin 2005 werd uitgebracht. Het nummer behaalde een top 20-plaats in de Engelse hitlijst. Op 16 mei kwam het album A Certain Trigger uit. A Certain Trigger werd in 2005 genomineerd voor een Mercury Music Prize (beste album van het Verenigd Koninkrijk en Ierland), die ze verloren van Antony and the Johnsons. Daarnaast werd het album meer dan een half miljoen keer verkocht. Viermaal werd een nummer van het album een top 20-hit in Engeland (Going Missing, Graffiti en tweemaal Apply Some Pressure).
Met de toer die volgde gaf Maxïmo Park optredens in heel Europa, met optredens op Glastonbury Festival, Carling Weekend en Lowlands. In de Verenigde Staten waren ze het voorprogramma voor The Bravery en speelden ze voor een uitverkocht huis in Japan en Australië. In augustus 2005 nam de band een cover op van het John Lennon-nummer "Islolation". Het nummer werd opgenomen op een cd met Lennon-covers in opdracht van het tijdschrift Q Magazine. De cover werd opgenomen in Nice omdat de band op dat moment in Frankrijk was voor enkele optredens. "Isolation" werd later ook toegevoegd aan "Missing Songs". Een ander nummer dat de band opnam was "Wasteland", in het kader van het War Child-album Help: A Day in the Life. In het begin van 2006 bracht de band Missing Songs uit, een verzamelalbum met B-kanten en oude demo's.

### Our Earthly Pleasures (2006-2008)
In 2006 mocht Maxïmo Park als headliner fungeren voor de jaarlijkse NME Shockwave Awards. Opnamen van dat optreden is te zien op Found on Film, een dvd die op 5 juni werd uitgebracht. Deze dvd bevat enkele optredens van de band evenals een documentaire. Voor Found on Film werd een première-avond gehouden in Newcastle, waar de film op 31 mei in het Tyneside Cinema werd vertoond. Rond augustus begon Maxïmo Park met het opnemen van het vervolg op A Certain Trigger. Op dat moment waren al titels als "Nosebleed" en "By The Monument" bekend. Het tweede album ging geproduceerd worden door Gil Norton, die ook Foo Fighters en Pixies produceerde. Ondertussen hield de band enkele optredens als het voorprogramma van The Rolling Stones, waar ze voor 100.000 man stonden. In oktober waren er voor het nieuwe album ongeveer 20 nummers opgenomen.
Puur vanwege het plezier van het spelen in Newcastle hield de band begin 2007 drie optredens in kleine zalen, waarbij een kaartje 5 pond kostte. De kaarten waren alleen verkrijgbaar in lokale platenzaken. De band had de optredens ook ingepland om nieuwe nummers ten gehoor te brengen. Het tweede album Our Earthly Pleasures werd op 2 april 2007 uitgebracht. Twee weken daarvoor werd de eerste single "Our Velocity" al uitgebracht. De Amerikaanse versie van het album werd een maand later, op 8 mei uitgebracht.
Ter promotie hield de band een promotie-toer. De optredens in Engeland bevatte 3 concerten op een rij in het Londense Brixton Academy. Op 19 april stond de band in de Melkweg. Daarnaast waren ze te zien op Pinkpop en Rock Werchter. Het jaar 2007 werd afgesloten met een homecoming gig, een optreden op 15 december in de Metro Radio Arena in het eigen Newcastle. Voor dat optreden werd de band door de bierbrouwerijen Scottish & Newcastle UK om hun eigen Newcastle Brown Ale-label te ontwerpen. Deze aanpassing werd eerder uitgevoerd met voetballer Alan Shearer. Er werden tienduizenden flessen ale met het Maxïmo Park-label geproduceerd en verspreid over het land. Op de dag van het optreden begon de verkoop van de flessen.

### Quicken the Heart (2009)

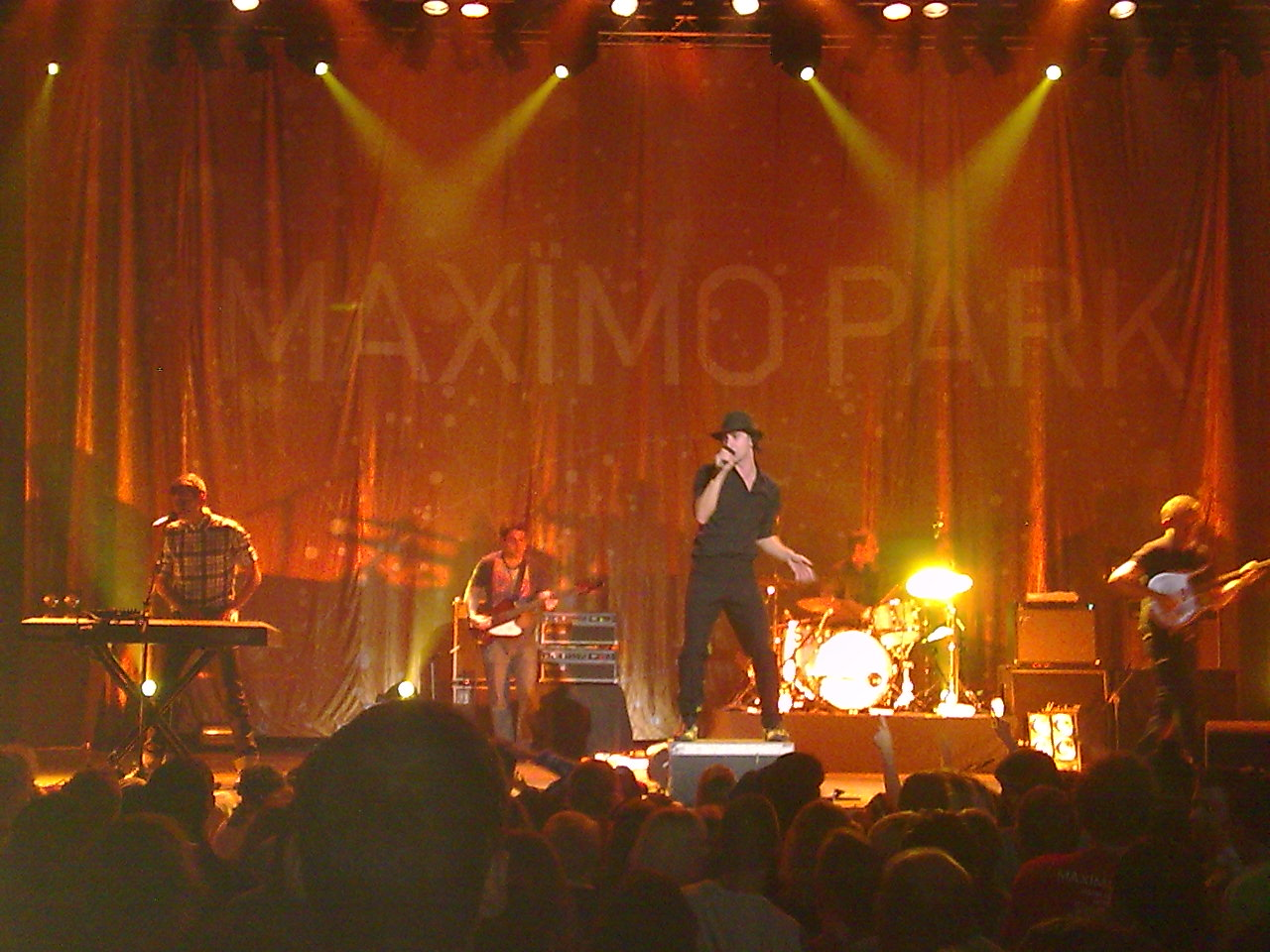
Maxïmo Park live in 013 te Tilburg.

In oktober 2008 begon Maxïmo Park met de opnamen van het derde album. Verwacht wordt dat het album in de lente van 2009 wordt uitgebracht. Om de nieuwe nummers live te testen kondigde de band enkele Europese optredens aan in februari, maart en april. Begin april staat Maxïmo Park in het Paard van Troje en Tivoli. Geruchten dat het album Rollerdisco of Dreams zou heten werden eerst ontkend door Smith; in maart werd bekend dat de titel Quicken the Heart zou zijn. Het album is uitgebracht op 11 mei. De eerste single is "The Kids Are Sick Again".
Ook in oktober 2009 was de band in Nederland te zien tijdens de Quicken the Heart-tour, ditmaal in Paradiso en het Tilburgse 013.

### The National Health (2011–heden)
Op 28 maart 2012 kondigde Maxïmo Park hun vierde album aan getiteld 'The National Health'. Smith zei "We zitten in een wereldwijde recessie en iedereen wordt gebombardeerd met springerige, vrolijke muziek. De controle over dit land is kwijt en het album gaat over het terug krijgen van die controle, en het aanmoedigen om je eigen leven te veranderen. Het spreekt niet voor iedereen. Maar de ogen en oren zijn gericht op iedereen, dat is altijd het Maxïmo Park ding geweest, kijk naar jezelf is de boodschap." Het album is verkrijgbaar sinds 11 juni 2012. Bassist Tiku heeft een pauze ingelast in het toeren en is tijdelijk vervangen door een goede vriend van de band, Paul Raffert.
De band was eenmalig te zien in 2012 namelijk op 25 oktober in het Utrechtse Tivoli

## Stijl
Paul Smith schrijft zijn teksten voor het grootste deel in het noordoosten van Engeland. Hij vertelt dat het tekstschrijven gaat over "het vastleggen en vasthouden van een bepaald moment en de emoties daarvan uitbuiten, hoe ongemakkelijk dat ook kan zijn". Veel van zijn nummers gaan over liefde en relaties. Ook politiek is een thema in de nummers. Het nummer "Our Velocity" behandelt iemand die vecht voor zijn land en zich afvraagt hoe zijn eigen land überhaupt in zo'n situatie terecht is gekomen. Smith staat bekend om zijn zangstem, dat een sterk Geordie-accent bevat. Hij vertelt dat hij "simpelweg niet zonder het accent kan en wil zingen, omdat de puurheid dan verdwijnt."
De bandleden kozen in 2001 voor de naam Maxïmo Park, vernoemd naar een park in Cuba. Die originele plek heette voluit Maxïmo Gomez Park. De ï in Maxïmo bevat een umlaut, een gewoonte die bekend is bij heavymetalbands als Mötley Crüe en Motörhead en bekendstaat als de "heavymetal-umlaut".

## Discografie

### Albums
| Album met eventuele hitnotering(en) in de Nederlandse Album Top 100 | Datum van verschijnen | Datum van binnenkomst | Hoogste positie | Aantal weken | Opmerkingen   |
| ------------------------------------------------------------------- | --------------------- | --------------------- | --------------- | ------------ | ------------- |
| A Certain Trigger                                                   | 17-05-2005            | -                     |                 |              |               |
| Missing Songs                                                       | 2006                  | -                     |                 |              | Verzamelalbum |
| Our Earthly Pleasures                                               | 30-03-2007            | 07-04-2007            | 42              | 3            |               |
| Quicken the Heart                                                   | 08-05-2009            | 16-05-2009            | 95              | 1            |               |
| The National Health                                                 | 11-06-2012            | ??-??-2012            | ??              | ?            |               |

| Album met hitnotering(en) in de Vlaamse Ultratop 200 albums | Datum van verschijnen | Datum van binnenkomst | Hoogste positie | Aantal weken | Opmerkingen |
| ----------------------------------------------------------- | --------------------- | --------------------- | --------------- | ------------ | ----------- |
| Our Earthly Pleasures                                       | 2007                  | 21-04-2007            | 88              | 1            |             |

### Singles
- 2004 - "The Coast Is Always Changing"
- 2005 - "Apply Some Pressure"
- 2005 - "Graffiti"
- 2005 - "Going Missing"
- 2005 - "Apply Some Pressure" (heruitgave)
- 2006 - "I Want You to Stay"
- 2007 - "Our Velocity"
- 2007 - "Books from Boxes"
- 2007 - "Girls Who Play Guitars"
- 2007 - "Karaoke Plays"
- 2009 - "The Kids are Sick again"
- 2012 - "The National Health"
- 2012 - "The Undercurrents"
- 2012 - "Hips and Lips"
- 2014 - "Random Regrets / On the Sly
- 2014 - "Midnight on the Hill"
- 2014 - "Give, Get, Take"
- 2017 - "Risk to Exist"
- 2017 - "What Did We Do to You to Deserve This?"
- 2017 - "Get High (No I Don't)"
- 2018 - "North By North East"
- 2020 - "Child of the Flatlands"
- 2020 - "Baby, Sleep"
- 2020 - "I Don't Know What I'm Doing"
- 2022 - "Great Art"

### Dvd's
- 2006 - Found on Film